# Oran métropole méditerranéenne
Oran métropole méditerranéenne est un ensemble de trente et un projets d'urbanisme et d'industrialisation visant à moderniser la ville d'Oran en Algérie. Il est prévu d'achever le projet à l'horizon 2025. Parmi les projets, l'implantation d'une unité de montage d'automobiles Renault a été actée lors de la visite en Algérie du président français François Hollande en décembre 2012,. Le projet comporte aussi des améliorations des transports urbains : l'extension de trois lignes de tramways, et une étude préliminaire a été engagée pour la création d'une ligne de métro incluant entre 18 et 20 stations sur 16 à 17 km.